# برناردو روسيللينو
برناردو دي ماتيو ديل بورا غامبيريللي (1409 سيتينيانو – 1464 فلورنسا)، معروف أكثر باسم برناردو روسيللينو. هو نحات ومعماري من عصر النهضة الإيطالية وهو الأخ الأكبر للنحات أنطونيو روسيللينو. ساهم في تعريف ونشر ثقافة الثورة كونه أحد أفراد الجيل الثاني لفناني عصر النهضة وذلك بأسلوب فني ساعد في تحديد معالم العصر الجديد. من الصعب أحيانًا تمييز أعماله عن أعمال أخوته (الثلاثة بالمجمل) الذين يعملون ضمن ورشة العائلة.

## سيرة ذاتية
ولد برناردو روسيللينو ضمن عائلة من المزارعين وأصحاب المقالع الحجرية في جبل بلدة سيتينيانو المطل على وادي نهر آرنو ومدينة فلورنسا. من المحتمل أن خاله جاكوب دي دومينيكو دي لوكا ديل بورا غامبيريللي أعطاه أولى الدروس في أعمال البناء الحجري. مع حلول عام 1420 انتقل برناردو إلى فلورنسا ليتدرب على يد أحد أفضل نحاتي المدينة وهو ناني دي بارتولو الذي يدعى «إل روسو» أي «الأصهب». تلك العلاقة التي نشأت بينهما كفيلة بتفسير اللقب الذي حصل عليه روسيللينو «الأصهب الصغير» ومن بعده أخوته أنطونيو ودومينيكو وجوفاني. بشكل مثير للريبة، لا يوجد توثيق مسجل لانتساب برناردو إلى نقابة عمال الأحجار والأخشاب في فلورنسا بينما توجد بيانات القبول لأخوته ضمن هذه النقابة.
اكتسب برناردو خبرة من الوسط التجريبي الذي ساد في فلورنسا خلال عشرينيات القرن الخامس عشر أكثر بكثير مما تعلمه من سيد واحد فقط. يبدو كما لو أن برناردو أُسر بتوجهات «الموجة الجديدة» التي مارسها كل من برونيلليشش ودوناتيللو وجيبيرتي وماساتشيو. كان برناردو روسيللينو من أكثر أتباع أولئك الفنانين إخلاصًا فتبنى النهضة الكلاسيكية وبقي مخلصًا لها في كل من مجالي النحت والعمارة. احتفل بمنحوتاته (ذا ليوناردو بروني توم، إمبولي أنونسيشن غروب) وأنجز أعمالًا خاصة مميزة مستفيدًا من سلطته الواسعة كمعماري، فأكسبته تلك الأعمال شهرة مستدامة، حتى تلك التي خطط لها في روما والعائدة للبابا نيكولاس الخامس، بالإضافة أيضًا إلى إعادة بناء بلدة بينزا للبابا بيوس الثاني. تكمن مكانته الفنية في مهاراته الرائدة التي مكنته من تأسيس ورشة عمل كبيرة حققت نجاحًا باهرًا وسيطرت على مجال العمل الحجري في فلورنسا خلال خمسينيات وستينيات القرن الخامس عشر.

### آريزو، 1433
سجل اسم برناردو في عام 1433 في آريزو كموظف من قبل أخوية دي سانتا ماريا ديلا ميزيريكورديا لإكمال واجهة مركز الإدارة، وكان عمله الأول هذا بمثابة تحدي كبير له. كان الطابق السفلي لهذا القصر قد أكمل قبل نصف قرن خلال فترة الأسلوب القوطي حينها، وبالتالي فإن المشكلة التي واجهت برناردو كانت مشابهة لتلك التي واجهت آلبرتي قبل ربع قرن حين طلب منه إتمام واجهة كنيسة سانتا ماريا نوفيلا. تمثل الحل الذي قدمه برناردو لإتمام الطابق الثاني الغير مكتمل في تصميم ثلاثة أجنحة. استخدم إطارًا تقليديًا من الطراز القوطي في الجناح المركزي محاطًا بزوج من الركائز والأضرحة الكلاسيكية التي أخذت خصائصها من أحدث المصادر المتاحة. تتربع ضمن هذا الإطار في الطابق الثاني «سيدة الرحمة» حامية آريزو وهي تنشر عباءتها على مواطني المجتمع. يركع حولها كل من القديسين لورينتوس وبيرسينتنوس. تلقى برناردو أجره النهائي لقاء هذا المشروع في حزيران من عام 1435، وتحديدًا لقاء التمثالين الاثنين للقديس جريجوري والقديس دوناتس الذين شغلا الأضرحة على جانبي نقش ميزيريكورديا.
دمجت الطريقة التي اتبعها روسيللينو في إكمال واجهة قصر آريزو بين الأسلوب القوطي وأسلوب عصر النهضة بشكل أنيق وبارع، لكنه غريب إلى حد ما. سعى هذا الدمج إلى تحقيق غاية أسلوب عصر النهضة المتمثل في الانسجام الموحد. عرض برناردو عبقريته المتمثلة في الانتقاء الخلاق الذي أصبح ميزة «لأسلوب روسيليينو» بشكل واضح من خلال جهده الأولي في مجال النحت والعمارة.